# Seznam profesionálních mistrů České republiky v latinskoamerických tancích
Tento seznam obsahuje profesionální mistry ČR. Amatérské mistry ČR najdete v článku Seznam mistrů České republiky v latinskoamerických tancích.
- 2008:  Marek Swětík a Renata Dohnanská
- 2007:  Petr Čadek a Michaela Krupičková
- 2006:  Tomáš Hošek a Simona Švrčková
- 2005:  Eduard Zubák a Wanda Poláková
- 2004:  Marcel Novák a Kamila Nováková
- 2003:  René Ostárek a Bronislava Vrtalová
- 2002:  Jaroslav Kuneš a Jana Vondrušková
- 2001:  Marek Dvorník a Pavla Pazdírková